# Villa Borghese

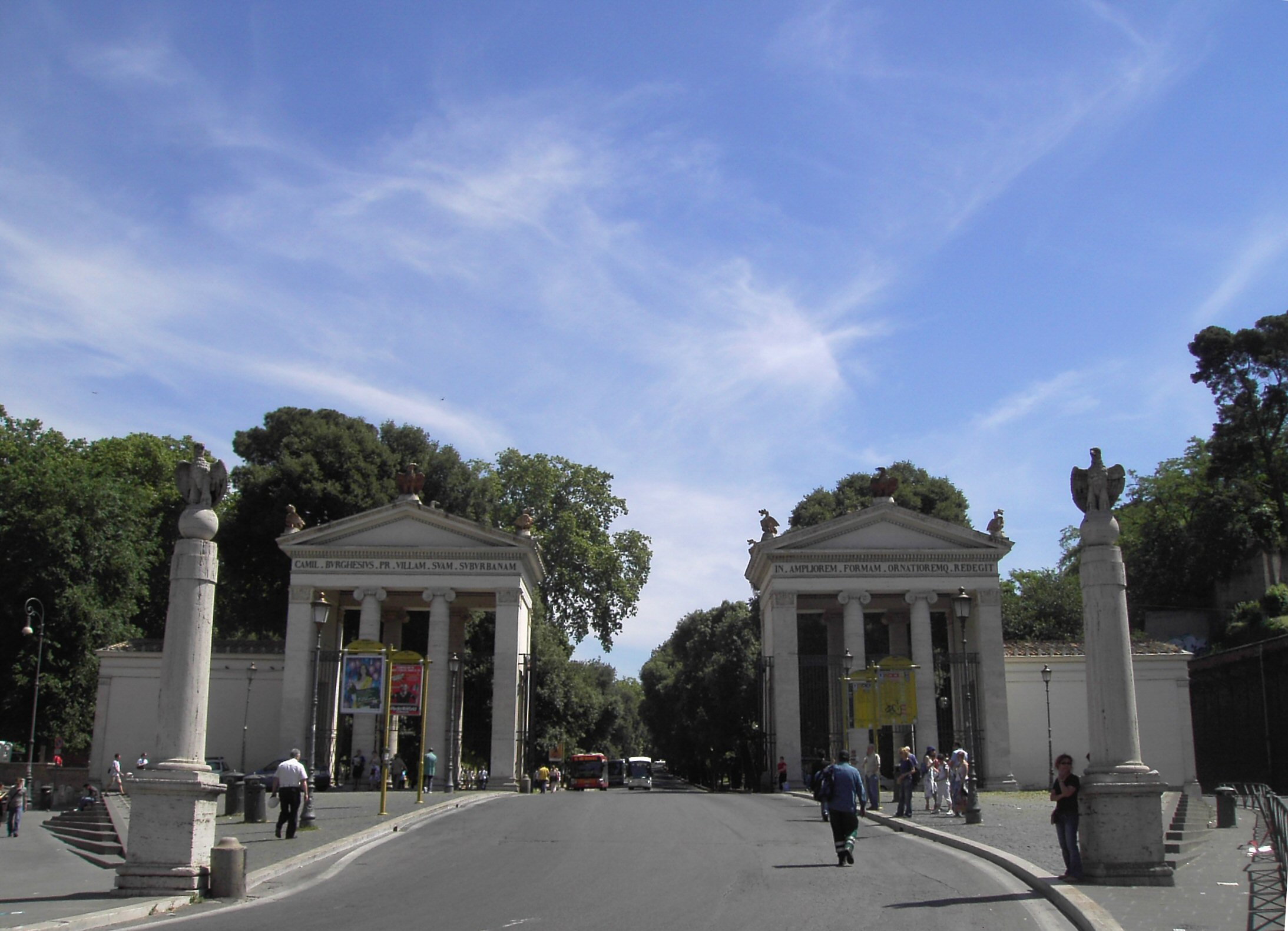
Villa Borghese: Piazzale Flaminio ingang

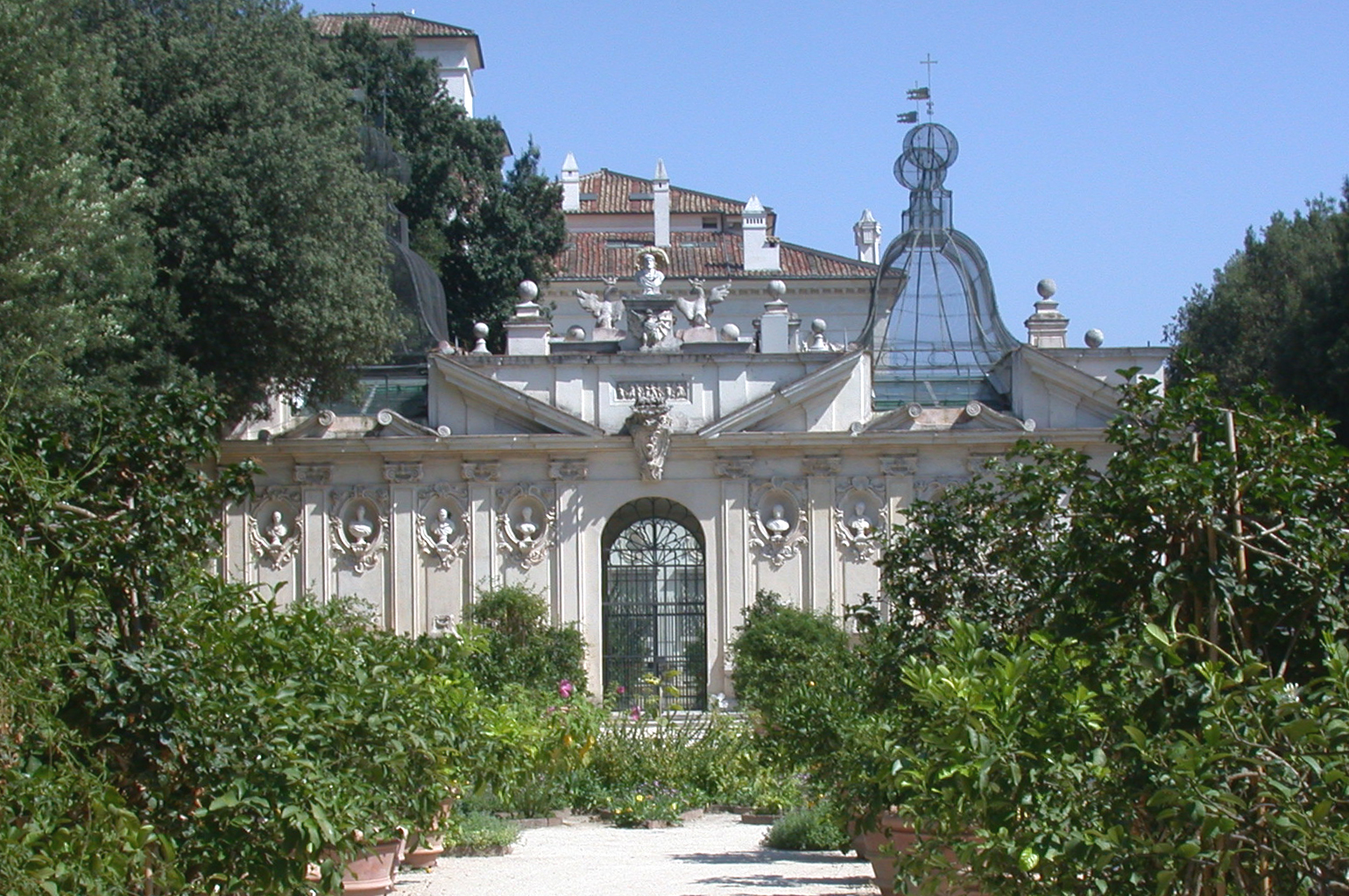
Casino dell'Uccelliera

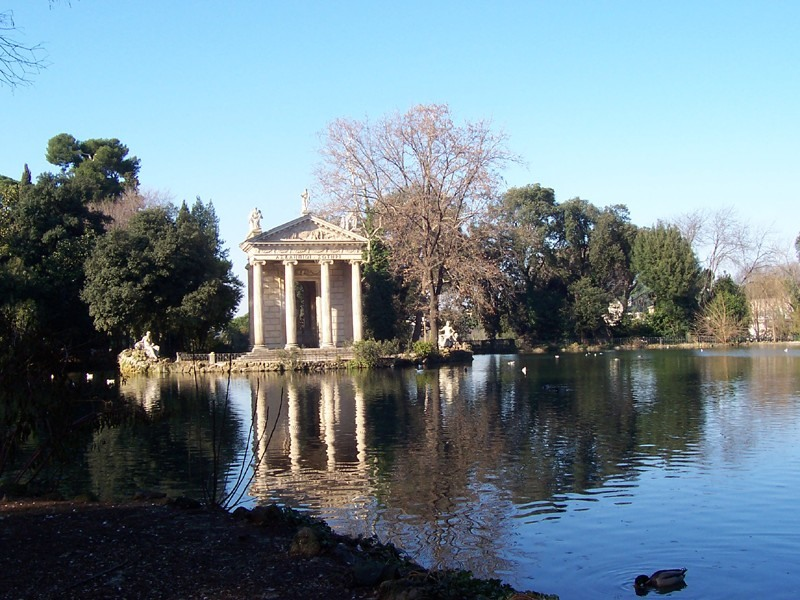
vijver en de Tempel van Aesculapius

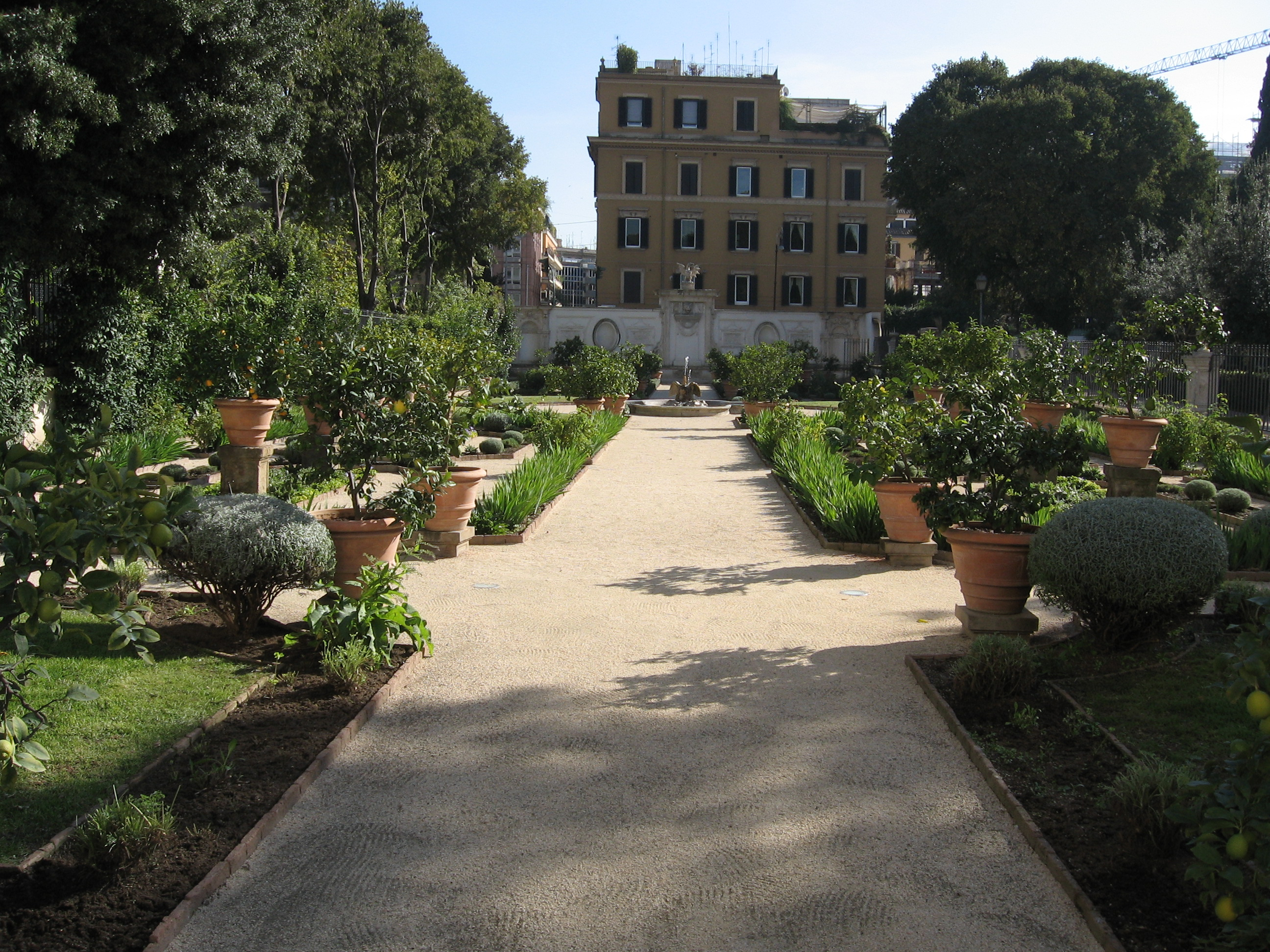

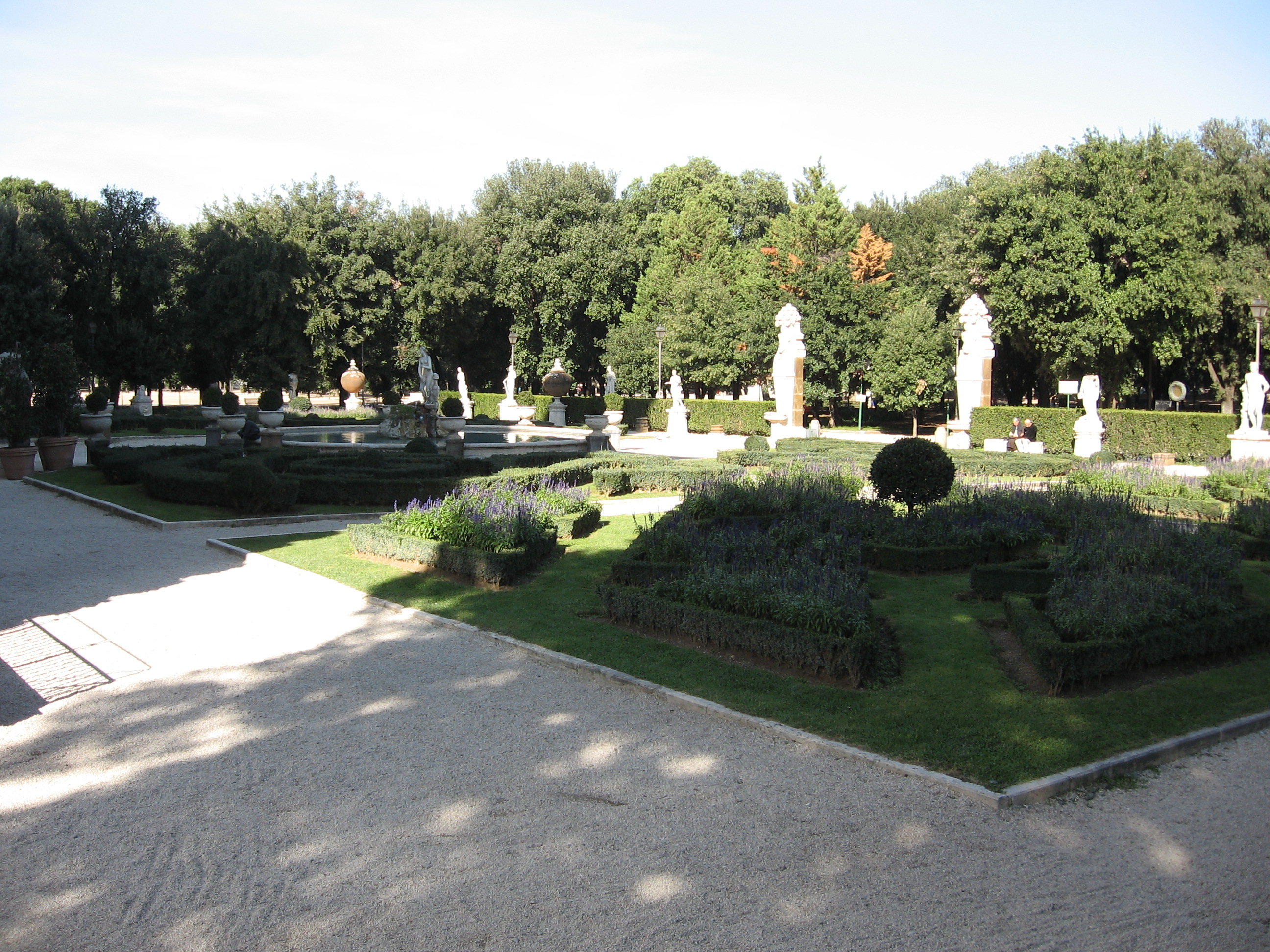

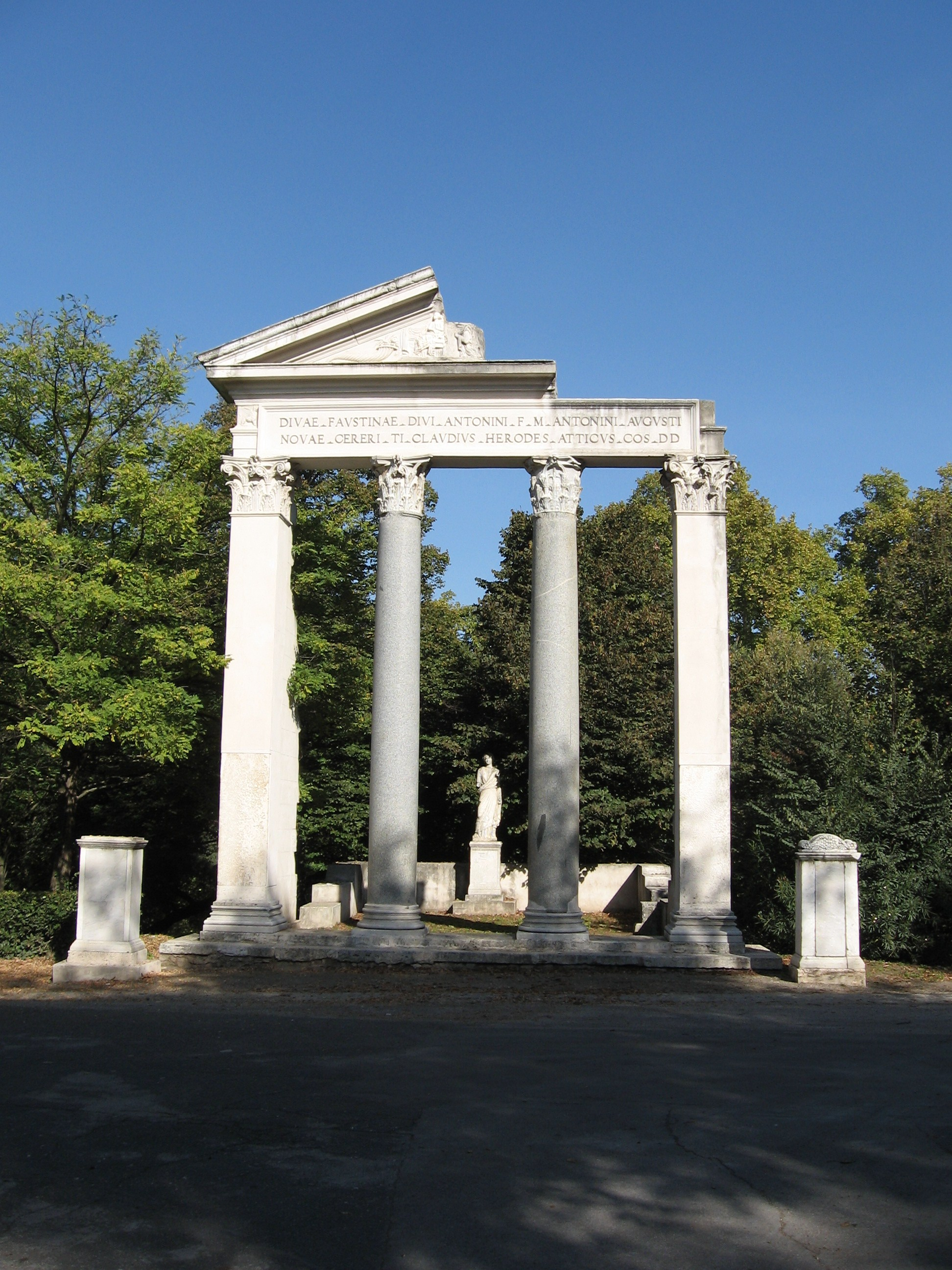

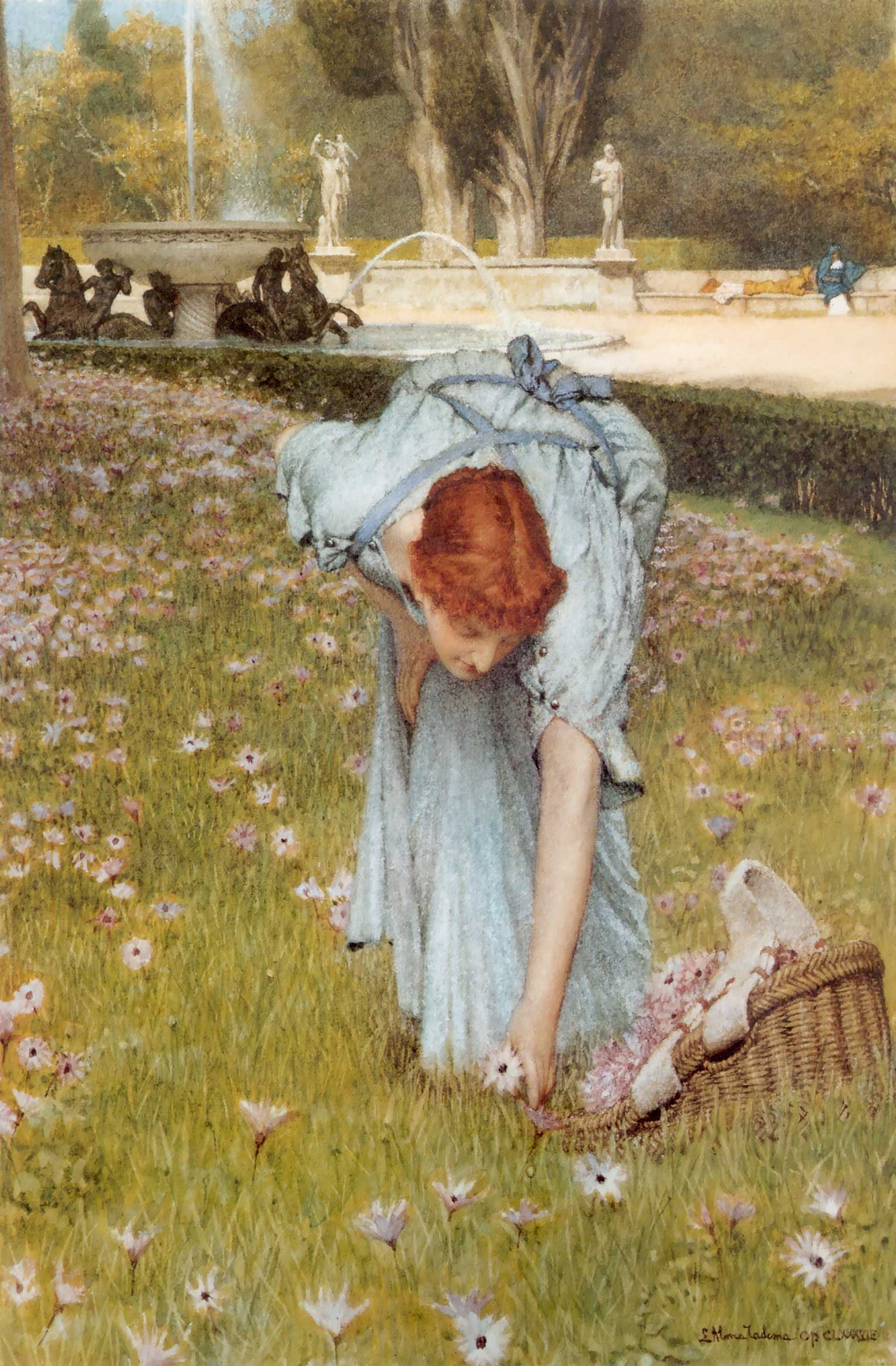
Lawrence Alma-Tadema: Flora - Lente in de Villa Borghese

De Villa Borghese is een openbaar park in de Italiaanse hoofdstad Rome. Het 80 hectare grote park biedt naast de landschappelijk aangelegde tuinen diverse musea, villa's, paviljoenen en sculpturen.

## Geschiedenis
Het landgoed is sinds 1580 (als een kleine wijngaard) in het bezit geweest van de familie Borghese en werd in het begin van de zeventiende eeuw door aankoop van aangrenzende landerijen en wijngaarden uitgebreid tot de huidige omvang.
Het park werd in 1605 in opdracht van kardinaal Scipione Borghese, neef van Paus Paulus V en mecenas van de schilder/beeldhouwer Gian Lorenzo Bernini, aangelegd op de heuvel van Pinciano. Het belangrijkste bouwwerk, dat in 1633 werd voltooid, is de Villa Borghese Pinciana. Naast het hoofdgebouw, het Casino Nobile, dat was bestemd voor de kunstcollectie van de familie en sinds 1903 fungeert als het nationale museum Galleria Borghese, bestond het complex nog uit het Casino dell'Uccelliera, de volière, en het Casino dei Giuochi d'Acqua, nu de oranjerie. In de negentiende eeuw werd het park getransformeerd in een Engels landschapspark. Het volledige bezit van de familie Borghese kwam in 1901 in staatsbezit. De tuinen zijn in 1903 aangekocht door de gemeente Rome en sindsdien toegankelijk voor het publiek.
Het park heeft verschillende ingangen. De meest monumentale zijn de:
- Portale del Drago (Via Pinciana)
- Portale del Leone (Via P. Raimondi)
- Portale dei Vasi (Via U. Aldrovandi)
- Portale Villa Burghesia (Via Pinciana)
- Propilei delle Aquile (Porta Pinciana)
- Propilei Neoclassici (Piazzale Flaminio).

Naast de Villa Borghese Pinciana bevindt zich in de buurt van het park nog de Villa Giulia, gebouwd tussen 1551 en 1555 als zomerresidentie voor Paus Julius III. Thans is daar het museum voor Etruskische kunst gevestigd. Op het terrein staat ook de Villa Strohl Fern, in de late 19e en vroege 20e eeuw toevluchtsoord voor tal van kunstenaars.
Voorts liggen in het park de Villa Medici, waar de Académie de France à Rome haar zetel heeft, het Koninklijk Nederlands Instituut Rome (KNIR), het Fortezzuola, waar het museum is gevestigd met de collectie van de beeldhouwer Pietro Canonica, het Museo Civico di Zoologia, een filmhuis in het Casina delle Rose en het Silvano Toti-theater.
Verschillende gebouwen gelegen aan de Viale delle Belle Arti' zijn gebouwd voor de Wereldtentoonstelling van 1911 in Rome, zoals Galleria Nazionale d'Arte Moderna.
In het park ligt ten slotte nog de 17 hectare grote dierentuin van Rome, die sinds de jaren 1990 bekendstaat als Bioparco di Roma.

## Bouwwerken

### Musea
- Galleria Borghese
- Galleria nazionale d'arte moderna e contemporanea
- Museo Pietro Canonica
- Museo Civico di Zoologia
- Villa Giulia

### Villa's en paviljoens
- Aranciera
- Casale Cenci-Giustiniani
- Casino del Graziano
- Casina delle Rose
- Casino dell'Orologio
- Casino detto di Raffaello
- Casino Nobile (Galleria Borghese)
- Fortezzuola (Museo Pietro Canonica)
- Galoppatoio (Villetta Doria)
- Meridiana
- Casino dell'Uccelliera
- Villa Poniatowski
- Villa Medici

### Tuinen
- Giardino del Lago
- Giardino Piazzale Scipione Borghese
- Giardini Segreti
- Parco dei Daini
- Valle dei Platani
- Parco di Siena

### Fonteinen en sculpturen
- Fontana del Fiocco
- Fontana dei Cavalli Marini
- Fontana dei Pupazzi
- Fontane Oscure
- Mostra dell'Acqua Felice

En standbeelden en monumenten voor onder anderen: Johann Wolfgang von Goethe, Victor Hugo, Umberto I van Italië, Lord Byron, Francisco de Paula Santander, José Artigas, Garcilacio de La Vega, Aleksandr Poesjkin, Petar Njegos, Nikolaj Gogol, Henryk Sienkiewicz, de gebroeders Cairoli, Enrico Toti, José de San Martín, Simón Bolívar en George Washington.

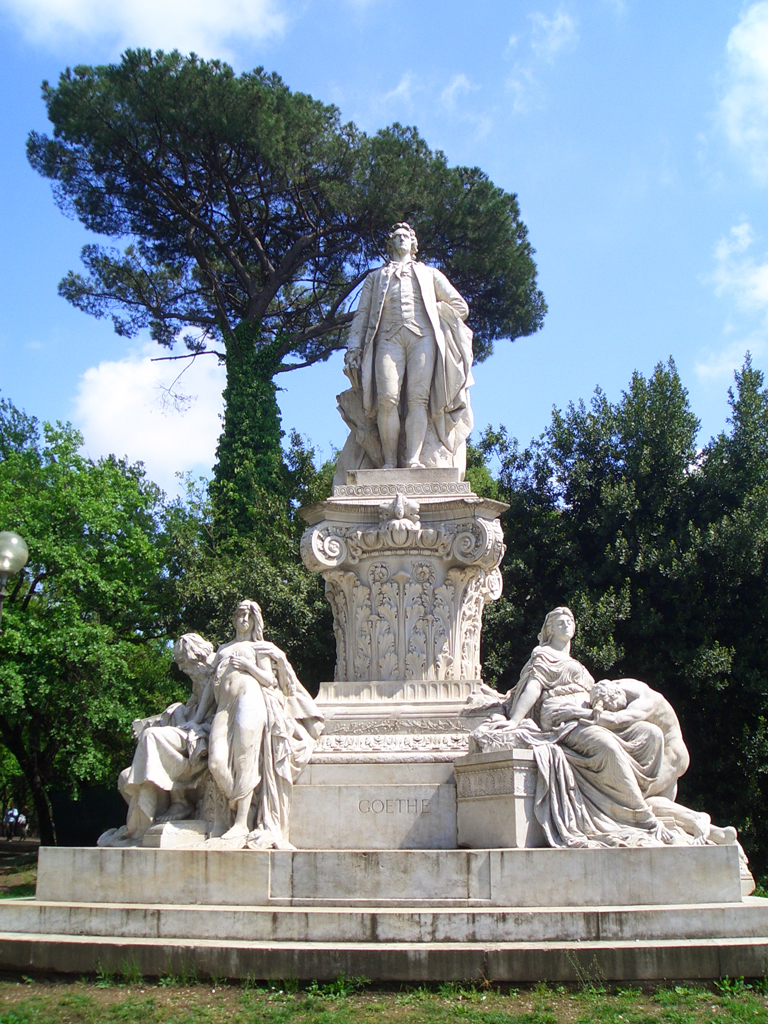
Goethe standbeeld van Gustav Eberlein
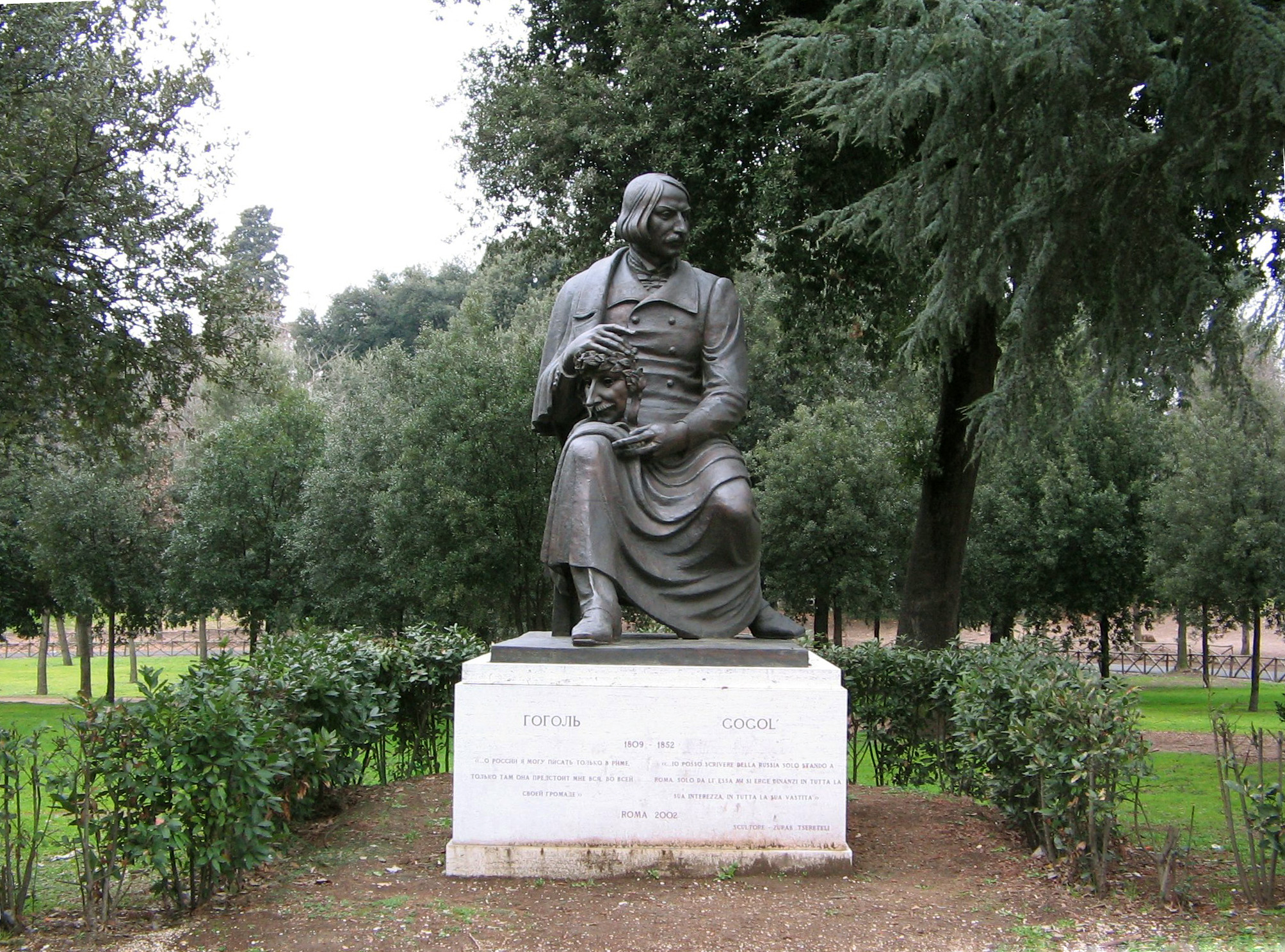
Nikolaj Gogol standbeeld
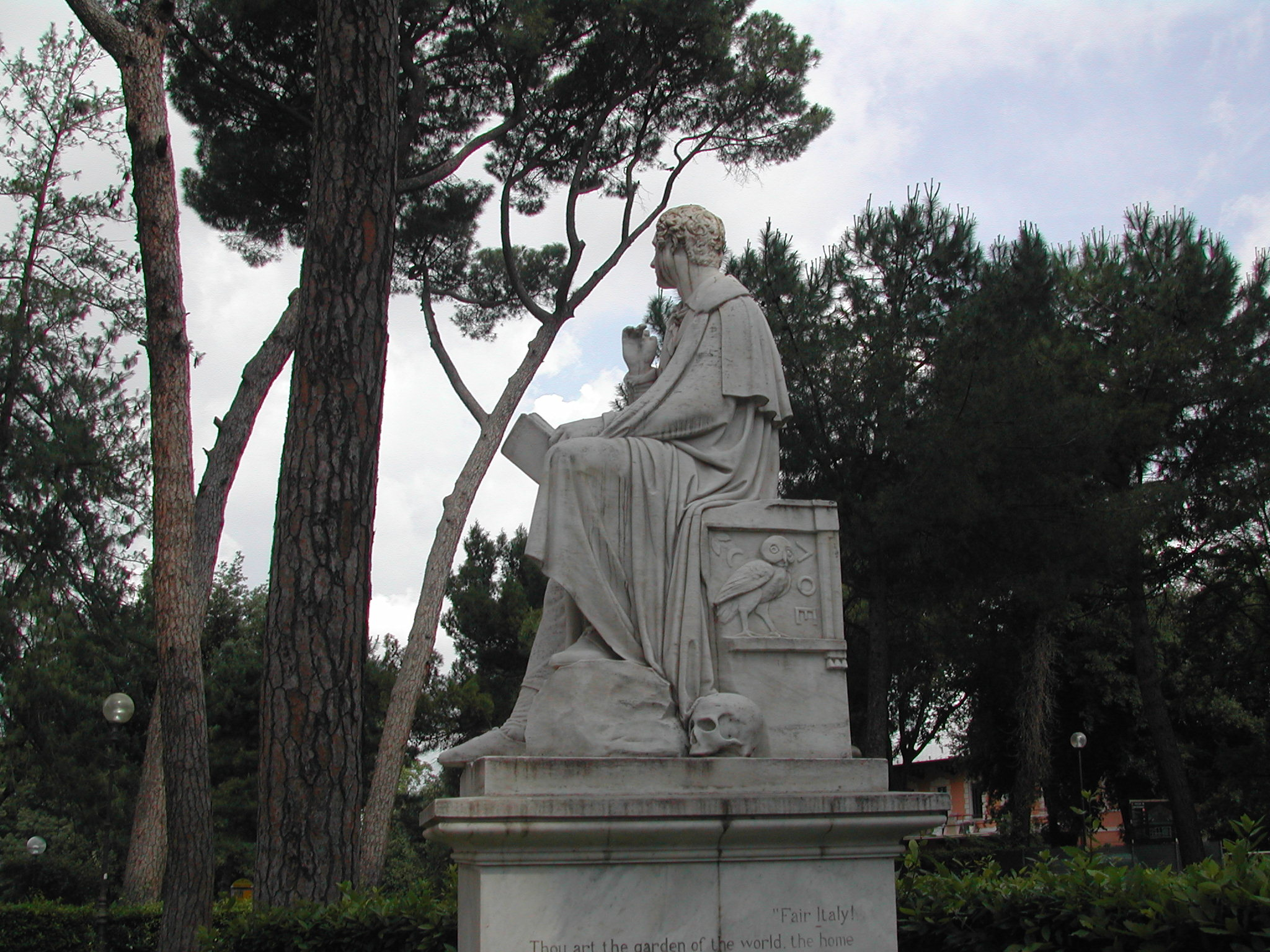
standbeeld Byron (kopie) van Bertel Thorvaldsen